# Serrat de l'Abellar de Baix
El Serrat de l'Abellar de Baix és una serra situada al municipi de Sallent, a la comarca del Bages, amb una elevació màxima de 504 metres.